# Piiroonsaari
Piiroonsaari är en ö i Finland. Den ligger i sjön Saravesi och i kommunen Kuopio i den ekonomiska regionen  Kuopio ekonomiska region  och landskapet Norra Savolax, i den centrala delen av landet, 300 km nordost om huvudstaden Helsingfors. Öns area är 21,4 hektar och dess största längd är 1 kilometer i öst-västlig riktning.